# Anolis imias
Espèce
Synonymes
- Norops imias (Ruibal & Williams, 1961)

Anolis imias est une espèce de sauriens de la famille des Dactyloidae. 

## Répartition
Cette espèce est endémique de la province de Guantánamo (Imías) à Cuba.

## Description
Les mâles mesurent jusqu'à 65 mm et les femelles jusqu'à 46 mm.

## Étymologie
Son nom d'espèce lui a été donné en référence au lieu de sa découverte, la ville d'Imías.

## Publication originale
- Ruibal & Williams, 1961 : The taxonomy of the Anolis homolechis complex of Cuba. Bulletin of the Museum of Comparative Zoology at Harvard College, no 125, p. 211-246 (texte intégral).